# Hypoxis gerrardii
Hypoxis gerrardii är en enhjärtbladig växtart som beskrevs av John Gilbert Baker. Hypoxis gerrardii ingår i släktet Hypoxis och familjen Hypoxidaceae. Inga underarter finns listade i Catalogue of Life.